# 주간고속도로 제78호선
주간고속도로 제78호선(영어: Interstate 78, I-78)은 미국 북동부 펜실베이니아주 유니언타운십(Union Township)과 북동부 뉴욕주 뉴욕(New York City)을 연결하는 고속도로이다. 78호선의 동부 끄트머리에는 뉴저지주의 저지시티와 뉴욕의 맨해튼이 연결되는 홀랜드 터널이 있다.
78호선은 미국의 제1도시인 뉴욕과 인구밀집지역인 뉴저지주 북동부와 북부를 이어 서쪽인 펜실베이니아주까지 연장되어 있다. 따라서 항구도시인 뉴욕에서 출발해 서쪽으로 향하는 주요 운송수단인 트럭의 수가 다른 주간고속도로에 비해 유난히 많다. 매년 400만대의 트럭이 이동해 78호선을 이용하는 전체 차량 중 24%를 차지한다.